# نانامی چینو
نانامی چینو (انگلیسی: Nanami Chino؛ زادهٔ ۲۰ اکتبر ۱۹۹۸) بازیکن فوتبال اهل ژاپن است.